# Proszę o głos
Proszę o głos (ros. Прошу слова / Proszu słowa) – radziecki dramat psychologiczny z 1975 roku w reżyserii Gleba Panfiłowa. 

## Fabuła
Nastoletni Jura Uwarow ulega śmiertelnemu wypadkowi na skutek nieostrożnego obchodzenia się ze znalezionym pistoletem. Jego matka – mer miasta – w dniu pogrzebu, natychmiast po pochówku syna, powodowana poczuciem obowiązku, ku zdziwieniu współpracowników zjawia się w miejscu pracy. Okoliczność ta staje się dla autorów filmu przyczynkiem do ukazania za pomocą reminiscencji jej nietypowej osobowości jako urzędnika, matki i żony.

## Obsada
- Inna Czurikowa – mer Uwarowa
- Nikołaj Gubienko – mąż Uwarowej
- Witalij Żabowski – Jura, syn Uwarowów
- Katja Wołkowa – Lena, córka Uwarowów
- Leonid Broniewoj – ustępujący mer
- Dmitrij Biessonow – Spartak Iwanowicz, z-ca Uwarowej
- Walentyna Kowel – Tatiana, sekretarka Uwarowej
- Wadim Miedwiediew – główny architekt miasta
- Leonid Bolszow – z-ca głównego architekta
- Nikołaj Siergiejew – stary bolszewik Stiepan
- Aleksandra Ochitina – żona Stiepana
- Władimir Kazarinow – stary bolszewik Grisza
- Konstantin Tiagunow – stary bolszewik Iwan
- Wasilij Szukszyn – lokalny dramaturg Fiodor
- Władimir Lachow – Daniłow
- Nikołaj Pienkow – Wołkow

i inni. 

## Produkcja
Proszę o głos był kolejnym po Trzeba przejść i przez ogień (1967) i Początku (1970) autorskim (scenariusz i reżyseria) filmem Gleba Panfiłowa, którego wątek odzwierciedlał fascynację twórcy "silnymi osobowościami niezwykłych kobiet".
W Polsce premierę obraz miał w styczniu 1977 roku. Chociaż wytykano mu pewne mankamenty (rozwlekłość niektórych scen lub brak w nich dramaturgii), zyskał przychylne recenzje. Uznano go za "poważny i dojrzały realizatorsko i myślowo". Chwalono aktorstwo Czurikowej, Gubienki oraz Szukszyna (dla którego Proszę o głos był jednym z ostatnich filmów tuż przed tragiczną śmiercią kilka miesięcy później), a także "naturalność scen rodzinnych". Waldemar Chołodowski pisał o nim na łamach Filmu jako o nowym, w porównaniu do poprzednich filmów, i udanym doświadczeniu. 
W ZSRR obejrzało go 9 mln ludzi. 
Zdjęcia kręcono w mieście Włodzimierz.

## Muzyka
Autorem muzyki do filmu był Wadim Bibiergan. W jego ścieżce dźwiękowej można usłyszeć interpretacje Leonida Ustinowa oraz hity Bitelsów: Ob-La-Di, Ob-La-Da, From Me to You, She Loves You.

## Nagrody
- 1976 – "Nagroda Jubileuszowa" na MFF w Karlowych Warach
- 1977 – "Dyplom Honorowy" na MFF w Barcelonie